# Lalín
Lalín è un comune spagnolo di 21 254 abitanti situato nella comunità autonoma della Galizia.
Esso si trova sul percorso del Cammino de la Plata verso Santiago de Compostela.